# Afordancje

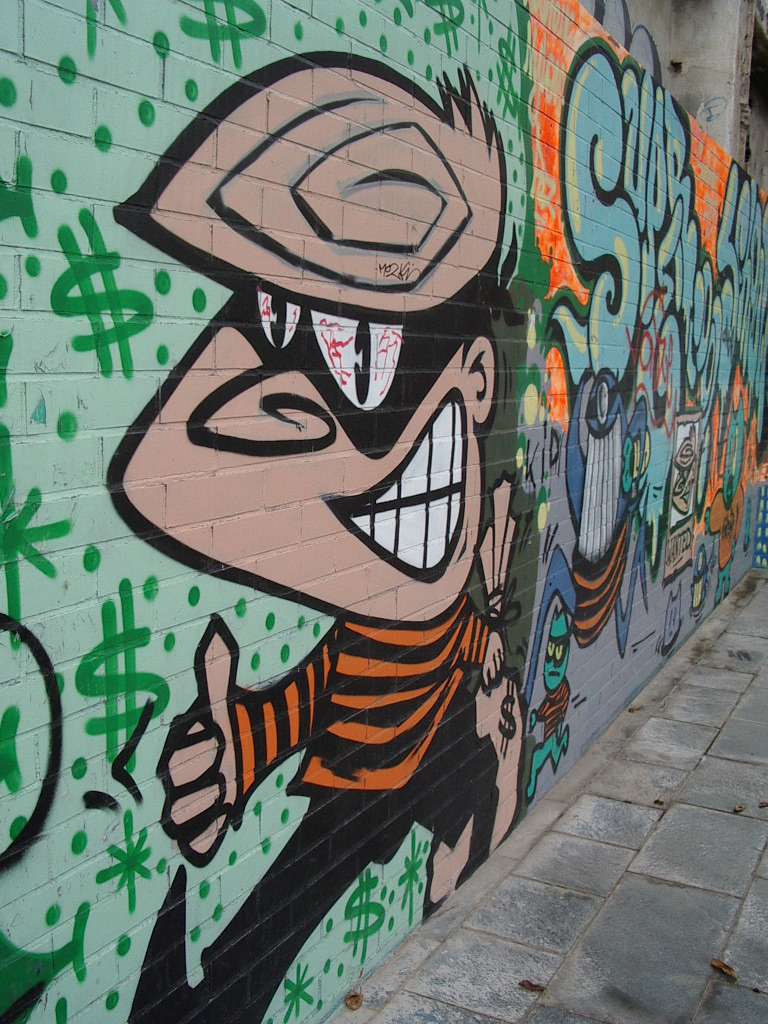
Ściana oferuje afordancję ekspresji walorów artystycznych użytkownika.

Afordancje (ang. affordances) – sposobności oddziaływania na obiekty środowiska, związane z ich charakterystykami oraz zdolnościami percepcyjnymi, doświadczeniem i ogólnymi umiejętnościami działania danej jednostki. Termin ten jest używany w różnych dyscyplinach naukowych: psychologii poznawczej, psychologii percepcji, psychologii środowiskowej, wzornictwie przemysłowym, teorii interakcji człowieka z komputerem, projektowaniu interakcji, badaniach nad sztuczną inteligencją. W polskim piśmiennictwie słowo affordances pojawiło się najpierw jako dostarczanty (Dant 2007:175).
Utworzono dwie różne definicje tego pojęcia. Pierwsza definicja uznaje za afordancje wszystkie możliwości działania (interakcji ze środowiskiem), druga – ogranicza definicję do możliwości, których dana osoba jest świadoma. 

## Afordancje jako możliwości działania
Termin został wprowadzony do psychologii przez Jamesa Gibsona w artykule z 1977 r. The Theory of Affordances (Teoria afordancji). Gibson przedstawił szczegóły teorii w książce The Ecological Approach to Visual Perception (Środowiskowe podejście do percepcji wizualnej) z 1979 r. Afordancje zostały zdefiniowane jako wszystkie możliwości działania obecne w środowisku, obiektywnie mierzalne i niezależne od indywidualnych zdolności danych jednostek do ich rozpoznania, lecz zawsze pozostające w relacji z nimi, a co za tym idzie zależne od ich możliwości. Przykładem mogą być tu schody, które dają możliwość wejścia na górę, takiej afordancji jednak nie ma, jeżeli podmiotem poznającym jest osoba niepełnosprawna lub niemowlę.

## Afordancje jako uświadomione możliwości działania
W 1988 r., Donald Norman dokonał kontekstualizacji terminu afordancji na podstawie teorii interakcji człowieka z komputerem. Nowa perspektywa definiowała je jako możliwości działania (interakcji), które dana jednostka dostrzega. Norman opisał swoją koncepcję w książce The Design of Everyday Things, za pomocą której stała się popularna także w projektowaniu interakcji. Zaczęto uważać, że afordancje zależą nie tylko od możliwości fizycznych jednostki, ale także od jej planów, marzeń, wierzeń, wartości, celów, wcześniejszego doświadczenia, itd. Jeżeli dana osoba wejdzie do pokoju, w którym znajduje się piłka i krzesło, to w ramach pierwotnej definicji, jedną z afordancji jest rzucenie krzesłem i siedzenie na piłce (ponieważ takie działanie jest fizycznie możliwe). Poprawiona definicja Normana uwzględnia fakt, że osoba będzie bardziej skłonna do spoczęcia na krześle i bawienia się piłką, ze względu na swoje wcześniejsze doświadczenia.